# 王之 (王震之子)
王之（1942年5月26日—），湖南浏阳人。中国人民解放军开国上将王震之幼子。中国计算机科学家。

## 生平
1960入哈尔滨军事工程学院学习。1966年3月入第七机械工业部五院工作，历任技术员、工程师。1979年3月调入第四机械工业部计算机管理局工作，历任副处长、处长、副总工程师、副局长。1984年组织领导了中国第一台微机长城0520 CH的诞生。1986年12月参与创办中国计算机发展公司，任总经理兼党委书记。1987年5月，第一台国产286微机“长城286”上市。1989年1月公司改名为中国长城计算机集团公司。2004年5月退休。
鉴于王之为深圳的发展所作出的巨大贡献，2003年的深圳市市长奖授予给王之。2019年12月26日，入选新中国70周年百名湖湘人物榜单。